# Plectrocnemia acanthos
Plectrocnemia acanthos is een schietmot uit de familie Polycentropodidae. De soort komt voor in het Oriëntaals gebied.